# Pedro Santana Lopes

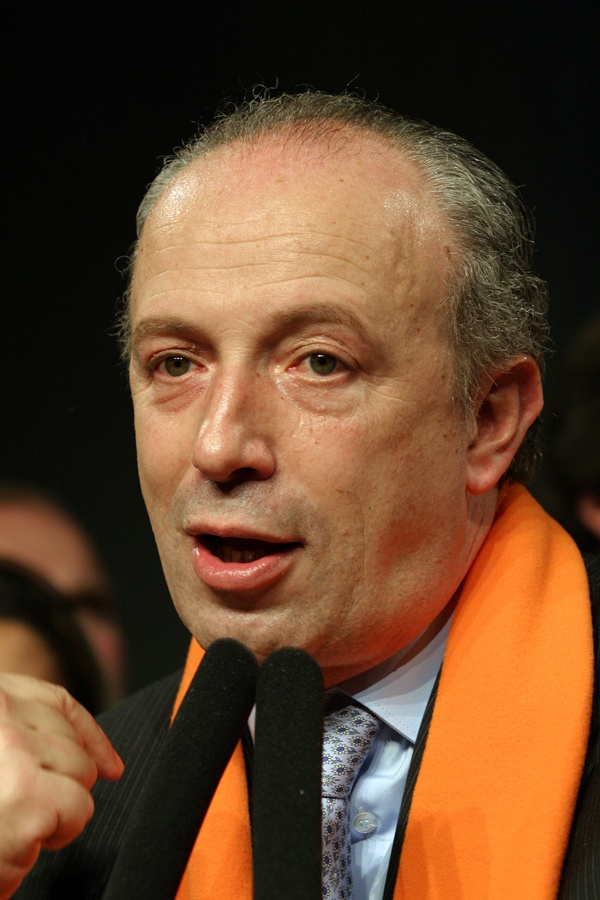
Pedro Santana Lopes.

Pedro Miguel Santana Lopes (Lissabon, 29 juni 1956) is een Portugees politicus van de Partido Social Democrata. Van 2004 tot 2005 was hij eerste minister.

## Levensloop
Santa Lopes studeerde als jurist af aan de Universiteit van Lissabon, waarna hij één jaar politieke wetenschappen studeerde in Duitsland. In 1980 werd hij al op zijn 24ste afgevaardigde in de Assembleia de República en was later staatssecretaris (1986-1987) en minister van cultuur (1991-1995) onder premier Aníbal Cavaco Silva (1985-1995). Van 1987 tot 1989 was hij ook lid van het Europees Parlement.
Nadat zijn poging om partijvoorzitter van de PSD te worden mislukte, werd Santana Lopes in december 1997 met 60 procent van de stemmen verkozen tot burgemeester van de havenstad Figueira da Foz. In december 2001 won hij verrassend de gemeenteraadsverkiezingen in Lissabon en werd opperburgemeester van de Portugese hoofdstad. Hij bleef dit tot in 2005.
Van 17 juli 2004 tot en met 12 maart 2005 was Pedro Santana Lopes premier van zijn land, nadat zijn voorganger José Manuel Barroso verkozen werd tot voorzitter van de Europese Commissie. Hij volgde Barroso eveneens op als partijvoorzitter van de PSD, de partij waarvan hij lid was sinds het einde van de dictatuur in 1974. In de periode dat Barroso nog premier was, was Santana Lopes ondervoorzitter van de PSD en gold hij als "kroonprins" van Barroso, hoewel de twee een niet zo goede verhouding hadden.
In november 2004 ontbond president Jorge Sampaio het parlement echter, waarna hij nieuwe verkiezingen uitschreef. Die vonden op 20 februari 2005 plaats. De Partido Socialista onder leiding van José Sócrates haalde bij die verkiezingen een absolute meerderheid, waarna Sócrates op 12 maart 2005 Santana Lopes opvolgde als eerste minister.
De welbespraakte en eerder gezellige politiek van hem was in sterke tegenstelling met de bedachtzame en doelbewuste politiek van Barroso. De politiek van Santana Lopes was echter niet onomstreden, zelfs binnen zijn eigen partij. Hij viel vooral op door zijn populistische uitspraken en werd door de roddelpers een "vrouwenheld van de jetset" genoemd. Van 1995 tot 1996 was hij voorzitter van Sporting Lissabon.
- Gemeinsame Normdatei: 170813088
- International Standard Name Identifier: 0000 0000 6768 4102
- Library of Congress Control Number: n2002117184
- Système universitaire de documentation: 128420421
- Virtual International Authority File: 65837907
- WorldCat: E39PBJpV3Q8PxkBbxhGDWxKDbd